# Planet

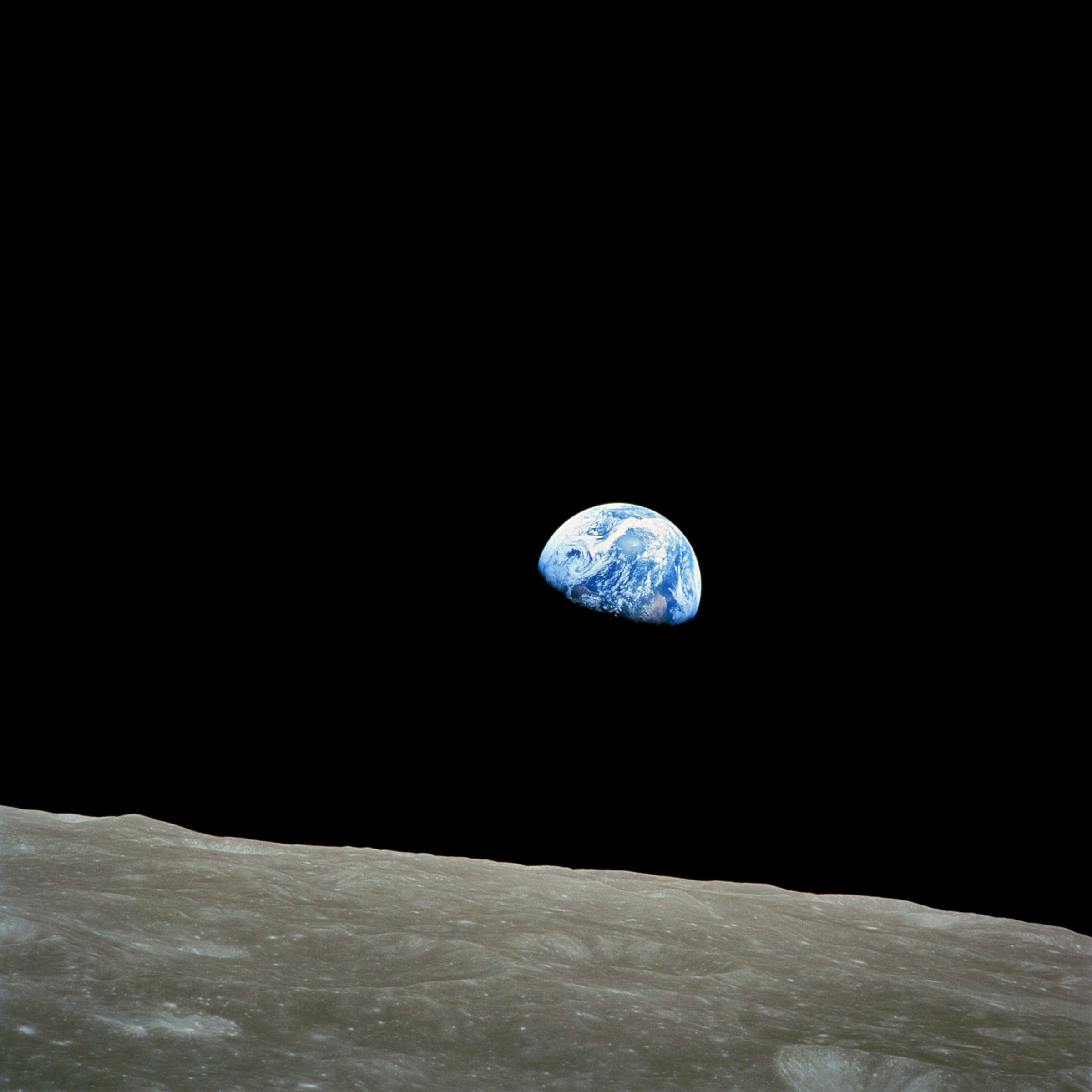
En så kallad jorduppgång: planeten jorden stiger över månhorisonten.

En planet är en himlakropp som rör sig i en omloppsbana runt en stjärna, har tillräckligt stor massa för att vara nästintill rund, och dominerar sin omgivning. Om massan är så stor att kärnfusion sker, så räknas himlakroppen dock som stjärna och inte planet. Definitionen av vad som ska räknas som planet har varierat under årens lopp, och ändrades senast i augusti 2006. Namnet planet kommer från grekiskans πλανήτης, planētēs, och betyder vandrare eftersom man observerade att planeterna ständigt ändrar sina relativa positioner i förhållande till den övriga stjärnhimlen. Ett annat namn för planeter är därför vandringsstjärnor, trots den stora skillnaden mellan stjärnor och planeter.

## Uppkomst och utveckling
Det är inte med säkerhet känt hur planeter skapas. Den förhärskande teorin är att planeter uppkommer i samband med att solen de kretsar runt bildas. En stjärna bildas, när jättelika instabila gas och stoftmoln genom sin egen gravitation drar sig samman, komprimeras och bildar en protostjärna. Allt material i det långsamt roterande gasmolnet komprimeras inte till en sol, utan mycket samlas i en protoplanetär skiva. Längre ut från centrum i det blivande solsystemet genomgår andra delar av gas och rymdstoft liknande ihopklumpningar, fast i mindre skala. De lokala koncentrationerna av materia komprimeras och bildar i sin tur protoplaneter. 
Under tiden fortsätter sammandragningen av protostjärnan tills trycket och temperaturen ökar så mycket att kärnreaktioner (fusion) startas och stjärnan tänds. Solvinden som uppstått av den nytända stjärnan blåser bort det mesta av gasen från solsystemets inre delar. Resultatet blir att de inre planeterna Merkurius, Venus, jorden och Mars är små och steniga utan speciellt mycket gas eller vätska, medan de yttre Jupiter, Saturnus, Uranus och Neptunus är stora gasplaneter. Där finns nämligen gasen kvar och kan kondensera till planeter. 
Ett nyfött solsystem är väldigt instabilt och innehåller fortfarande en stor mängd materia. För de nyfödda planeterna väntar nu en period av våldsamt meteoritbombardemang från ovan. I vissa fall till och med så våldsamma händelser som sammanslagningar av protoplaneter. 
Andra protoplaneter som undgår kollision kan fångas upp av större planeters gravitation och bli månar. Det finns en teori om att månen och jorden var inblandade i just en sådan händelse. De sammanstötte med varandra varvid jorden då tog en stor del av månens massa. Efter närkontakten gick månen in i bana runt jorden. 
Efterhand som forskarna får mer kunskap om planeter utanför vårt eget solsystem, kan denna teori om hur planeter skapas komma att revideras, ändras eller till och med avfärdas.

## Fastslagen definition av planeter
Den 24 augusti 2006 offentliggjorde IAU sin nya definition av vad som är en planet och inte i vårt solsystem. Definitionen  säger att en planet i vårt solsystem är en himlakropp som:
1. befinner sig i en omloppsbana runt solen,
2. är nästan sfärisk (klotformad) på grund av sin egen gravitation
3. dominerar sin omgivning.

En dvärgplanet uppfyller de två första, men inte det tredje kriteriet. Dessutom ställs kravet att en dvärgplanet inte får vara en satellit (se nedan). Alla övriga objekt i solsystemet förutom satelliter går under benämningen "mindre himlakroppar i solsystemet" ("small solar-system bodies").
Vad som definieras som en satellit säger denna planetdefinition ingenting om, men på IAU:s frågesida definieras en satellit som en himlakropp som har tillräckligt hög massa för att kallas planet men går i en omloppsbana runt en (annan) planet och det gemensamma masscentret för de båda ligger inuti planeten. Notera att denna definition enbart säger något om himlakropparna i vårt eget solsystem.

## Planeterna i vårt eget solsystem

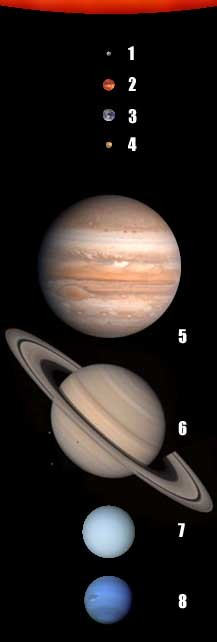
En översiktsbild över planeterna i vårt eget solsystem. Bilden illustrerar planeternas storleksmässiga proportioner, inte avståndsmässiga. Observera utsnittet av solskivan överst i bilden.

Internationella Astronomiska Unionen (IAU) har nyligen etablerat en entydig definition av vad som ska räknas som planet och vad som inte ska göra det, vilket medförde att Pluto sedan 24 augusti 2006 i stället räknas som en dvärgplanet.

### Accepterade planeter enligt IAU
Internationella astronomiska unionen (IAU) listar åtta planeter i vårt solsystem (med dess astronomiska symbol inom parentes och eventuellt antal naturliga satelliter): 
1. Merkurius ()
2. Venus ()
3. Jorden (Tellus/Terra) (), en naturlig satellit, månen (Luna, )
4. Mars (), med två naturliga satelliter, Phobos och Deimos
5. Jupiter (), med 95 bekräftade naturliga satelliter[3]
6. Saturnus (), med 146 bekräftade naturliga satelliter[4]
7. Uranus (), med 27 bekräftade naturliga satelliter[5]
8. Neptunus (), med 14 bekräftade naturliga satelliter[6]

Alla planeter i vårt solsystem är namngivna efter romerska gudar, utom Uranus som fått sitt namn efter den grekiske himmelsguden (dock i namnets latinska form), och jorden som inte räknades som en planet av de gamla astronomerna, utan snarare som universums mittpunkt - det vetenskapliga namnet på jorden; Tellus, är dock efter en latinsk jordgudinna (Tellus). Planeternas ursprungliga antal var sju; månen, Merkurius, Venus, solen, Mars, Jupiter och Saturnus, uppräknat efter Ptolemaios geocentriska världsbild. Efter hand som de astronomiska kunskaperna växte, plockades solen och månen bort som planeter, och de numera accepterade planeterna lades till.
Romarna trodde att de sju gudar som planeterna fått sina namn från, var de som turades om att övervaka det som hände i världen från sin position på himlavalvet. Turordningen lever kvar i namnen på veckodagarna än i våra dagar, framförallt i de romanska språken: söndag (solen), måndag (månen), franskans mardi (Mars), mercredi (Merkurius), jeudi (Jupiter), vendredi (Venus) och engelskans Saturday (Saturnus).
Planeternas namn är så gott som universella i västvärlden, medan språk som inte har sitt ursprung i Europa, använder sina egna namn. Grekland är ett undantag från resten av västvärlden, då de naturligtvis namngett planeterna efter motsvarigheterna till de romerska gudarna: Hermes (Merkurius), Afrodite (Venus), Gaia (jorden), Ares (Mars), Kronos (Saturnus) , Uranos (Uranus) och Poseidon (Neptunus) - dock heter inte Jupiter Zeus, som man skulle kunna tro, utan Dias.

## Mindre himlakroppar i solsystemet
Dessa himlakroppar är för små/har för liten påverkan för att klassas som planeter:

### Dvärgplaneter
En dvärgplanet är enligt Internationella astronomiska unionens (IAU) definition en himlakropp, som ligger i en bana kring solen, har en tillräckligt stor massa för att göras rund av sin egen gravitation, men som samtidigt inte har rensat undan alla planetesimaler kring sin egen omloppsbana och som inte är en måne. En planet måste alltså ha tillräcklig massa för att övervinna stelkroppskrafterna och uppnå hydrostatisk jämvikt. Dvärgplaneter bör inte förväxlas med småplaneter.
De mest troliga dvärgplaneter i solsystemet:
- Ceres
- Orcus
- Pluto
- Makemake
- Quaoar
- Haumea
- Gonggong
- Eris
- Sedna

Pluto räknas av vissa ännu som en stor planet [källa behövs]. Charon räknas ännu som en måne till Pluto. Vissa anser att Charon inte räknas som det, eftersom ingen av dem anses tydligt dominera det gravitationella fältet i förhållande till den andra; den tyngdpunkt som båda kretsar kring i sin banrörelse runt solen ligger nämligen i rymden mellan de båda objekten.

### Småplaneter
En småplanet är en mindre himlakropp i bana runt solen men med betydligt mindre dimensioner än de vanliga planeterna. Någon bestämd gräns för vad som är en småplanet finns inte. 
De flesta kända småplaneterna finns i asteroidbältet mellan Mars och Jupiter och kallas asteroider. Där finns till exempel Ceres, den första upptäckta småplaneten.
Exempel på småplaneter:
- Salacia
- Ixion
- Varuna

### Asteroider
Artikel: Lista över asteroider
Asteroid kallas de småplaneter som kretsar kring solen, mellan Mars och Jupiters banor. Mellan 1801 och 1807 upptäcktes de fyra första asteroiderna, Ceres, Pallas, Juno och Vesta. Antalet asteroider i solsystemet med en diameter över 1 km uppskattas för närvarande till någonstans mellan 1,1 och 1,9 miljoner.[1] När asteroiderna först upptäcktes antog astronomerna att det var byggnadsmaterial till en planet som inte kunde samlas på grund av Jupiters gravitationsfält. Numera vet man att nästan alla asteroider är kollisionsfragment. Endast ett fåtal relativt stora finns kvar sedan de bildades ur planetesimalerna.

## Typer av planeter

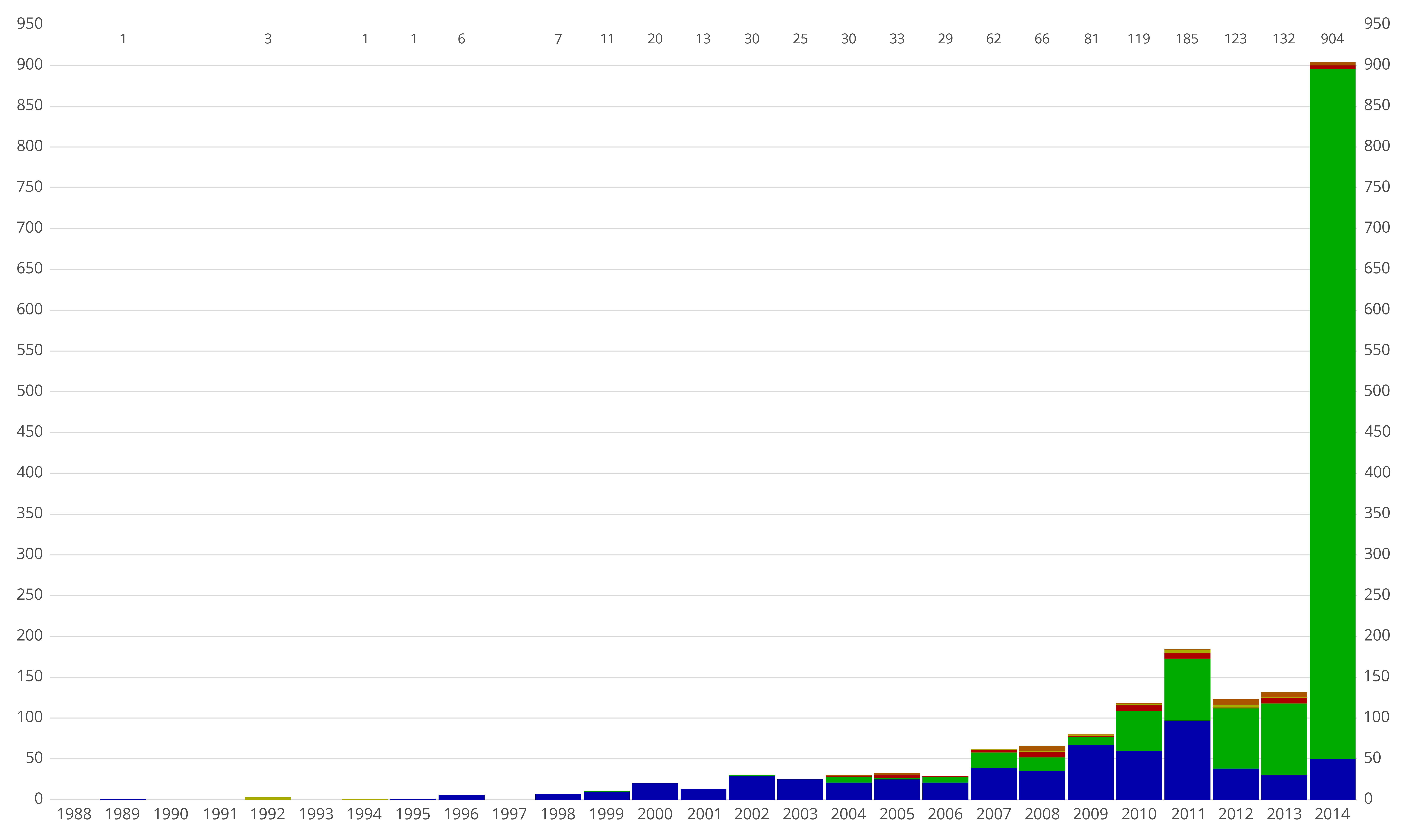
Antal planeter utanför solsystemet som upptäcks varje år ökar.

Planeter kan delas in i olika typer utifrån sina fysikaliska egenskaper och sammansättning, bland annat av dess planetariska kärna.

### Kolplaneter
En kolplanet, också kallad diamantplanet, är en teoretisk typ av stenplanet föreslagen av Marc Kuchner med inre lager av diamant som kan vara flera kilometer tjockt. De diamantrika planeterna kan formas av små partiklar i protoplanetariska diskar som hittas runt många stjärnor om de är rika på kol och har lite syre. Denna typ av planet skulle ha utvecklat sig annorlunda än jorden, Mars och Venus, de så kallade silikatplaneterna som till största delen är uppbyggda av kisel och syre.

### Stenplaneter
Stenplaneter (eller jordlika planeter) kallas de planeter som har en fast yta i form av en skorpa av sten. Dessa är de inre, eller jordlika, planeterna Merkurius, Venus, jorden och Mars. Uppbyggnaden hos de jordlika planeterna antas vara liknande, nämligen med en fast skorpa, en mantel av flytande materia och längst in en kärna av flytande metall. Hos Venus, jorden och Mars är även atmosfären en viktig beståndsdel. Dessa planeter uppvisar således även väderfenomen. 
Karaktäristiskt för dessa planeter är att dess yta är ärrad av kratrar från meteoritnedslag. På jorden har dock vattnets och vindens verkningar eroderat ut det mesta av dessa spår. Särskilt Venus och jorden har en aktiv geologi där vulkanutbrott och jordbävningar ständigt förändrar planetens yta.

### Gasjättar
En gasjätte eller gasplanet är en planet som inte huvudsakligen består av sten eller något annat fast material. Gasjättar har en kärna bestående av metall eller sten, men vanligaste gasen i atmosfären är helium och väte. Till skillnad från en stenplanet har gasjättarna ingen väldefinierad yta, utan atmosfären blir allt tunnare ju längre ifrån kärnan.
Gasjättarna i vårt solsystem är Jupiter, Saturnus, Uranus och Neptunus. Dessa fyra gasjättar brukar man dela in i två underkategorier, isjättar och de traditionella gasjättarna. Isjättarna består huvudsakligen av is, sten och gas, medan de traditionella gasjättarna består till större delen av väte och helium.

### Exoplanet
Exoplanet kallas de planeter som finns i andra solsystem än vårt eget. Utanför vårt solsystem upptäcks varje år ett antal exoplaneter av astronomer. Det finns en mångfald kända planetsystem (utöver vårt eget) innehållande en eller flera planeter. Den första exoplaneten upptäcktes den 6 oktober 1995 och var en planet av Jupiters storlek runt stjärnan 51 Pegasi, i stjärnbilden Pegasus.

### Fri planet
Det engelska uttrycket rogue planet innefattar de planeter som inte kretsar kring någon värdstjärna. Simuleringar av planetformation har visat att fria planeter är vanligare än planeter bundna i stjärn-planetsystem.

## Planetringar
Fyra av planeterna i vårt solsystem har planetariska ringar av is, sten eller sand.
Dessa är:
- Jupiter
- Saturnus
- Uranus
- Neptunus